# Clubiona brevipes
Clubiona brevipes este o specie de păianjeni din genul Clubiona, familia Clubionidae, descrisă de Blackwall, 1841. Conform Catalogue of Life specia Clubiona brevipes nu are subspecii cunoscute.